# 新社 (雲林縣)
23°47′20″N 120°26′54″E / 23.788871°N 120.448246°E
新社，是臺灣雲林縣西螺鎮的一個傳統地域名稱，位於該鎮中部略偏北。相較於今日行政區，其範圍大致包括新安里不包括北部邊界地帶中段及東北端及西南端、新豐里不包括西北端及西南部邊界地帶及南端、埤頭里西北部凸出部分的北半部不含最西端。

## 歷史
台灣清治末期至日治初期，新社地區為一街庄，稱為「新社庄」，隸屬於西螺堡。該庄北與西螺街為鄰，東與茄苳庄、埤頭垻庄為鄰，南邊為頂湳庄，西邊為社口庄。
1901年（日治明治三十四年）11月，全台廢縣廳改設二十廳，該庄隸屬於斗六廳。1903年（明治三十六年）6月，該庄編入「新社區」，隸屬於斗六廳。1909年（明治四十二年）10月，合併二十廳為十二廳，新社區改隸屬於嘉義廳。1920年（大正九年），全台地方制度大改正，廢十二廳改設五州二廳，該庄改制為「新社」大字，隸屬於臺南州虎尾郡西螺街。
戰後西螺街改制為西螺鎮，隸屬於臺南縣，大字亦改制為里。1950年10月，雲、嘉、南分治，西螺鎮改隸屬雲林縣。

## 聚落
本地區發展較早的聚落為新社、過溝仔，在日治期初期的官方地圖上已有記載。

## 交通
國道1號又稱「中山高速公路」，是貫穿台灣西部的兩條縱向高速公路之一，大致以北北東—南南西走向經過新社地區東部邊界外不遠處，並於東南東方的省道台1線交會處設有西螺交流道。由此可快速前往國道1號沿線各地。
省道台1線（大橋南路、中山路）又稱「縱貫公路」，是台北至屏東楓港的傳統平面幹道，大致以北北東—南南西走向轉北北西—南南東走向經過本地區東部邊界外不遠處，並於木南東方與國道1號交會於西螺交流道。由該道路向北北東轉北北西過新西螺大橋（溪州大橋）後轉東北微北可前往溪州、北斗、田尾、永靖等地；向南南東可前往莿桐、虎尾東北部、斗南、大埤東部等地。
縣道145號（平和南路，福來路）是埤頭鄉至六腳鄉港尾寮的道路，大致以東微北—西微南走向於本地區北部西側凸出部分的東側邊界入境後，轉南南西直行以至於本地區南部邊界西側出境。由該道路向東微北轉繞彎道轉東北微北經縣道154號路口後可前往西螺市區、埤頭並止於縣道150號路口；向南南西可前往虎尾、土庫、元長東南部、北港、六腳港尾寮等地。
縣道154號（興農西路）是麥寮鄉六輕廠至林內鄉的道路，也是雲林縣最北側的橫貫縣道，大致以西向東經過本地區北部西側凸出部分的北端。由該道路向西繞大彎經縣道154甲線起點路口後轉北再轉西微南可前往二崙中北部、崙背中北部、麥寮的六輕廠等地；向東經縣道145號路口後轉東北東再經省道台1線路口後再東南東經國道1號高架橋下後可前往莿桐中北部、林內並止於省道台3線路口。
鄉道雲28線是港後至新社的道路，其東側端點（終點）位於本地區西北部新社聚落與過溝仔聚落間的縣道145號路口。由此向西轉西北西穿越過溝仔聚落並出境後，可前往社口、社口與埔心交界地帶、永定厝南部、港後並止於縣道154號路口。
鄉道雲39線（新興路）是西螺至埔羌崙的道路，大致以北微西—南微東走向到達本地區北部西側凸出部分的東北角後，沿該凸出部分的東側邊界而行，經縣道154號路口、縣道145號路口後續沿邊界而行，其後因邊界線東移而入境，其後續直行以至於本地區南部邊界中央地帶出境。由該道路向北微西可前往西螺市區西部並止於縣道154號舊線（延平路）路口（文昌國小前）；向南微東可前往頂湳並止於該地區東部邊界南側的鄉道雲71線路口（頂湳地區埔羌崙聚落東南郊）。
鄉道雲43線（廣興路）是西螺至廣興的道路，大致以北北東—南南西走向經過本地區東部南側邊界地帶。由該道路向北北東可前往茄苳西端、西螺市區東南部並止於縣道154號路口；向南南西可前往頂湳東北端、頂湳與碑頭垻交界地帶、碑頭垻地區西南部的廣興聚落並止於鄉道雲44線路口。

## 學校
- 文興國小